# Чебрець широколистий
Чебрець широколистий або чебрець блошиний (Thymus pulegioides) — вид рослин родини глухокропивові (Lamiaceae), поширений у Європі. Етимологія: лат. pulegium — м'ята виду Mentha pulegium дав.-гр. -οειδεϛ — суфікс що вказує на подібність, схожість.

## Опис
Багаторічна рослина, напівчагарничок з високими (10–20(25) см завдовжки) слабо здеревілими пагонами, які підводяться лише біля основи. Листки сильно ароматичні, яйцюватої форми, на коротких ніжках, листові пластини розміром 8–18 × 5–10 мм. Суцвіття головчасте, до кінця цвітіння витягнуте, зі злегка розставленими кільцями. Чашечка 3.5–4 мм довжиною, часто пурпурова. Квіти довжиною ≈ 6 мм, від рожевого до пурпурового забарвлення.

## Поширення
Поширений у Європі (Данія, Норвегія, Швеція, Велика Британія, Австрія, Бельгія, Чехія, Словаччина, Німеччина, Угорщина, Нідерланди, Польща, Швейцарія, Білорусь, Естонія, Латвія, Литва, Україна, Албанія, Болгарія, колишня Югославія, Греція, Італія, Румунія, Франція, Португалія, Іспанія), зазвичай на вапняних сухих пасовищах.
В Україні зростає на лісових галявинах, у горах і на рівнині — на Закарпатті, у Карпатах, Прикарпатті, Поліссі та на півночі Лісостепу. Вид часто гібридизує з Т. serpyllum.